# CHS Inc.
CHS Inc. este o companie agricolă din Statele Unite ale Americii.
Compania, listată la bursa Nasdaq, livrează energie, furaje, cereale, alimente și ingrediente alimentare, dar și soluții de afaceri, inclusiv servicii de asigurări, financiare și de management al riscurilor.
De asemenea, CHS operează rafinării și conducte petroliere, comercializează carburanți, lubrifianți și produse de energie regenerabilă.
Compania deține birouri comerciale în Sao Paulo, Brazilia; Buenos Aires, Argentina; Geneva, Elveția; Barcelona, Spania; Kiev, Ucraina; Krasnodar, Rusia; și Hong Kong și Shanghai, China.
În ianuarie 2011, CHS a cumpărat de la compania cipriotă East Point Holdings firma Agri Point, prezentă și în România, pentru suma de 45 milioane de euro.